# Ignaz von Seyfried

Karl Ignaz Seyfried

Ignaz Xaver Ritter von Seyfried (Wenen, 15 augustus 1776 - 27 augustus 1841) is een Oostenrijks musicus, dirigent en een van de meest succesrijke toneelcomponisten van de 19e eeuw in Wenen.

## Biografie
Hij was een leerling van Wolfgang Amadeus Mozart voor klavier en van Johann Albrechtsberger en Peter von Winter voor compositie. Hij was de opvolger van Emanuel Schikaneder als kapelmeester van het Theater an der Wien tijdens de periode 1798 - 1828. In 1805 dirigeerde Von Seyfried de eerste opvoering van de originele versie van Fidelio, de opera van Ludwig van Beethoven met wie hij bevriend was.
In 1826 publiceerde von Seyfried postuum de werken van Albrechtsberger. Hij onderrichtte Franz von Suppé in muziektheorie.
- Biblioteca Nacional de España: XX1783267
- Bibliothèque nationale de France: cb12178481x (data)
- Catàleg d'autoritats de noms i títols de Catalunya: 981058530427806706
- Gemeinsame Normdatei: 118938533
- International Standard Name Identifier: 0000 0001 0857 0356
- Library of Congress Control Number: n83206817
- Nationale Bibliotheek van Letland: 000272853
- MusicBrainz: a083eabe-4873-4d92-86b5-f4b0f540bd2c
- Nationale Bibliotheek van Tsjechië: xx0049418
- Nationale Bibliotheek van Israël: 987007302435205171
- Nederlandse Thesaurus van Auteursnamen: 074355325
- SNAC: w6vh6hgh
- Système universitaire de documentation: 061642541
- Trove: 1148159
- Virtual International Authority File: 44341371
- WorldCat: E39PBJmHMHRbdVPJqtjTtxkJjC